# Subway (groupe)
Pour les articles homonymes, voir Subway.
Subway est un groupe de rock français, influencé entre autres par Noir Désir, PJ Harvey, Le Tigre, Elastica et Radiohead.

## Carrière musicale
Subway est un groupe de rock français, composé de quatre femmes. Ce groupe originaire de Marvejols en Lozère, donne son premier concert au lycée Chaptal à Mende en 1991. Le groupe est remarqué par ses prestations live, en première partie de The Offspring, Nada Surf, et Indochine, et aux côtés de Jean-Louis Murat sur le plateau de Nulle Part Ailleurs.
Après avoir publié un live de cinq titres, il enregistre en 2000 Superautomatic. En 2002, le groupe signe avec la major Mercury Records.
Leur album Rien ne se voit ayant reçu une critique très positive par la presse spécialisée, il fait la première partie de Sum 41 et Placebo à Lille lors de sa tournée. En 2007, elles poursuivent leur carrière avec L'intranquille.
Subway connaît plusieurs changements de formation en 2008 et 2010 avant de se stabiliser, un nouvel album en anglais cette fois, est prévu pour la rentrée 2011.
Le groupe annonce sa séparation le 26 septembre 2012 sur leur compte Facebook. 

## Membres
- Sarah Julien (guitare)
- Samantha Julien (batterie et chœurs)
- Adeline Lepicier (chant)
- Cléo Bigontina (basse)

Anciens membres : 
Séverine Couavoux puis Amandine Maissiat (chant) 
Rachel Arnal puis Virginie Bertrand (basse)

## Discographie
- 1996 : N°0
- 1998 : Live 5 titres
- 2000 : Superautomatic
- 2001 : Les Oiseaux de passage en hommage à Georges Brassens. Reprise du titre Mourir pour des idées
- 2003 : Rien ne se voit
- 2007 : L'Intranquille
- 2011 : Can't Touch This
- 2011 : Hide And Seek

## Participations
- Reprise de Mourir pour des idées sur la compilation Les Oiseaux de passage (2001) .
- Le titre Paris est sur la compilation Franco rock (2007).
- Rassemblement altermondialiste sur le Larzac en août 2003.